# Casinaria macerata
Casinaria macerata är en stekelart som först beskrevs av Cresson 1874.  Casinaria macerata ingår i släktet Casinaria och familjen brokparasitsteklar. Inga underarter finns listade.